# Паметник на Иван Михайлов
 Тази статия е за паметника в София.  За благоевградския вижте Паметник на Иван Михайлов (Благоевград).  
Паметникът на Иван Михайлов е бюст на българския революционер, водач на Вътрешната македонска революционна организация Иван Михайлов (1896 – 1990), разположен в Борисовата градина в град София, България.
Паметникът е поставен в 1996 година до Паметника на Тодор Александров в декоративния кът на Градината Езерото с патиците.